# Weißkugel
De Weißkugel ([ˈvaɪ̯sˌkuːɡl̩]ⓘ) of Palla Bianca is met zijn 3739 meter na de Wildspitze de hoogste bergtop in de Ötztaler Alpen en de op twee na hoogste bergtop van Oostenrijk. De bergtop ligt op de grens tussen Oostenrijk en Italië. 
De berg is op meerdere manieren te beklimmen, maar de makkelijkste route loopt over de zuidzijde van de berg, via de Oberetteshütte. De route voert echter wel over diverse gletsjers, zodat klimervaring vereist is. 
Boven op de Weißkugel kan men vanwege zijn centrale ligging een groot deel van de Alpen overzien.